# Argentina nos Jogos Olímpicos de Verão de 2012
A Argentina competiu nos Jogos Olímpicos de Verão de 2012, que aconteceram na cidade de Londres, no Reino Unido, de 27 de julho até 12 de agosto de 2012.

## Desempenho

### Atletismo
Masculino
| Atleta             | Evento                | Preliminar | Preliminar | Quartas-de-final | Quartas-de-final | Semifinal | Semifinal | Final       | Final       |
| Atleta             | Evento                | Marca      | Posição    | Marca            | Posição          | Marca     | Posição   | Marca       | Posição     |
| ------------------ | --------------------- | ---------- | ---------- | ---------------- | ---------------- | --------- | --------- | ----------- | ----------- |
| Juan Ignacio Cerra | Lançamento de martelo | 68,20      | 36º        |                  |                  |           |           | Não avançou | Não avançou |

### Canoagem slalom
Masculino
| Atleta          | Evento | Preliminar | Preliminar | Preliminar | Preliminar | Semifinais  | Semifinais  | Final       | Final       |
| Atleta          | Evento | Descida 1  | Descida 2  | Total      | Posição    | Tempo       | Posição     | Tempo       | Posição     |
| --------------- | ------ | ---------- | ---------- | ---------- | ---------- | ----------- | ----------- | ----------- | ----------- |
| Sebastián Rossi | C-1    | 109s41     | 107s52     | 107s52     | 16º        | Não avançou | Não avançou | Não avançou | Não avançou |

### Natação
Masculino
| Atletas             | Evento       | Eliminatórias | Eliminatórias | Semifinal   | Semifinal   | Final       | Final       |
| Atletas             | Evento       | Tempo         | Posição       | Tempo       | Posição     | Tempo       | Posição     |
| ------------------- | ------------ | ------------- | ------------- | ----------- | ----------- | ----------- | ----------- |
| Federico Grabich    | 50 m livre   | 23s30         | 35º           | Não avançou | Não avançou | Não avançou | Não avançou |
| Juan Martin Pereyra | 1500 m livre | 15min36s72    | 29º           |             |             | Não avançou | Não avançou |
| Federico Grabich    | 100 m costas | 56s56         | 41º           | Não avançou | Não avançou | Não avançou | Não avançou |

Feminino
| Atletas          | Evento       | Eliminatórias | Eliminatórias | Semifinal   | Semifinal   | Final       | Final       |
| Atletas          | Evento       | Tempo         | Posição       | Tempo       | Posição     | Tempo       | Posição     |
| ---------------- | ------------ | ------------- | ------------- | ----------- | ----------- | ----------- | ----------- |
| Cecilia Biagioli | 800 m livre  | 8min33s97     | 16º           |             |             | Não avançou | Não avançou |
| Georgina Bardach | 400 m medley | 4min57s31     | 34º           | Não avançou | Não avançou |             |             |

### Remo
Masculino
| Equipe                      | Evento           | Eliminatórias | Eliminatórias | Repescagem | Repescagem | Quartas | Quartas  | Semifinal | Semifinal | Final   | Final                |
| Equipe                      | Evento           | Tempo         | Posição       | Tempo      | Posição    | Tempo   | Posição  | Tempo     | Posição   | Tempo   | Posição (Pos. final) |
| --------------------------- | ---------------- | ------------- | ------------- | ---------- | ---------- | ------- | -------- | --------- | --------- | ------- | -------------------- |
| Santiago Fernández          | Skiff simples    | 6m46s03       | 2º Q          | BYE        | BYE        | 7m01s57 | 2º S A/B | 7m29s68   | 4º FB     | 7m20s40 | 4º (10º)             |
| Ariel Suárez Cristian Rosso | Skiff duplo      | 6m13s68       | 3º S          | BYE        | BYE        |         |          | 6m19s40   | 1º FA     | 6m36s36 | 4º (4º)              |
| Mario Cejas Miguel Mayol    | Skiff duplo leve | 7m01s76       | 5º R          | 6m48s21    | 5º S C/D   | 7m06s24 | 2º FC    | 6m53s71   | 5º (17º)  |         |                      |

### Taekwondo
A Argentina conseguiu vaga para duas categorias de peso na qualificatória pan-americana, realizada na cidade de Querétaro, no México, do dia 18 ao dia 20 de novembro de 2011. 
- até 80 kg masculino.
- até 49 kg feminino

### Tiro
Masculino
| Atleta              | Evento                | Qualificação | Qualificação | Final       | Final       | Posição |
| Atleta              | Evento                | Placar       | Posição      | Placar      | Total       | Posição |
| ------------------- | --------------------- | ------------ | ------------ | ----------- | ----------- | ------- |
| Juan Diego Angeloni | Carabina deitado 50 m | 580          | 50º          | Não avançou | Não avançou | 50º     |
| Alex Misael Suligoy | Carabina deitado 50 m | 593          | 20º          | Não avançou | Não avançou | 20º     |

### Triatlo
| Atleta            | Evento    | Natação (1,5km) | Ciclismo (40km) | Corrida (10km) | Tempo total | Posição |
| ----------------- | --------- | --------------- | --------------- | -------------- | ----------- | ------- |
| Gonzalo Tellechea | Masculino | 18m59           | 58m48           | 32m11          | 1h51m07     | 38º     |